# Black Blanc Beur
Black Blanc Beur, ou B3, est une compagnie de danse basé en France.

## Histoire
Black Blanc Beur, ou B3, est une compagnie de danseurs fondée officiellement en 1984 à Saint-Quentin-en-Yvelines par un médecin, Jean Djemad et une chorégraphe, Christine Coudun. Sans aucun doute la plus ancienne troupe professionnelle de danse hip-hop en France, B3 a monté à ce jour une vingtaine de pièces chorégraphiques, donné près de 1500 représentations en France et à l'étranger et animé quantité d'ateliers. Dès le début, B3 cherche à libérer l'expression dansée par la diversité de la gestuelle des danseuses et danseurs qui constituent cette compagnie et dont la très large majorité d'entre eux ont fait leur premier pas dans le monde de la danse loisir dès la fin des années 70 pour les plus âgés et pour les plus jeunes avec l'arrivée à Paris de la break dance et du smurf en 1982.
L' écriture chorégraphique des pièces de la compagnie Black Blanc Beur va s'inscrire dans le monde de la danse contemporaine avec une gestuelle qui va se démarquer du milieu du fait de l'origine des danseuses et danseurs qui la composent B3 sera identifiée par certains comme une compagnie de danse hip-hop du fait de ce mélange de styles dans lequel on retrouve les spécifiques hip-hop qui avec les années s'étoffent et deviennent un des fondements de la culture hip-hop.